# Pisarzowice (gromada w powiecie brzeskim)
Pisarzowice – dawna gromada, czyli najmniejsza jednostka podziału terytorialnego Polskiej Rzeczypospolitej Ludowej w latach 1954–1972.
Gromady, z gromadzkimi radami narodowymi (GRN) jako organami władzy najniższego stopnia na wsi, funkcjonowały od reformy reorganizującej administrację wiejską przeprowadzonej jesienią 1954 do momentu ich zniesienia z dniem 1 stycznia 1973, tym samym wypierając organizację gminną w latach 1954–1972.
Gromadę Pisarzowice z siedzibą GRN w Pisarzowicach utworzono – jako jedną z 8759 gromad na obszarze Polski – w powiecie brzeskim w woj. opolskim, na mocy uchwały nr VII/18/54 WRN w Opolu z dnia 4 października 1954. W skład jednostki weszły obszary dotychczasowych gromad Pisarzowice, Kościerzyce i Michałowice ze zniesionej gminy Kościerzyce oraz Myśliborzyce ze zniesionej gminy Lubsza w tymże powiecie. Dla gromady ustalono 18 członków gromadzkiej rady narodowej.
Gromadę zniesiono 31 grudnia 1959, a jej obszar włączono do nowo utworzonej gromady Kościerzyce w tymże powiecie, oprócz wsi Myśliborzyce, którą włączono do  gromady Lubsza tamże.
1 stycznia 1973 w powiecie brzeskim utworzono gminę Pisarzowice z siedzibą w Lubszy, którą 30 października 1975 przemianowano na gminę Lubsza.